# Holoscotolemon querilhaci
Holoscotolemon querilhaci is een hooiwagen uit de familie Cladonychiidae.